# Panthénol
Le panthénol (parfois appelé pantothénol) est l'alcool analogue de l'acide pantothénique (vitamine B5), et est donc une provitamine B5. Dans l'organisme, il est rapidement oxydé en acide pantothénique. C'est un liquide visqueux transparent à température ambiante. Le panthénol est utilisé comme crème hydratante et cicatrisante dans les produits pharmaceutiques et cosmétiques.

## Utilisations

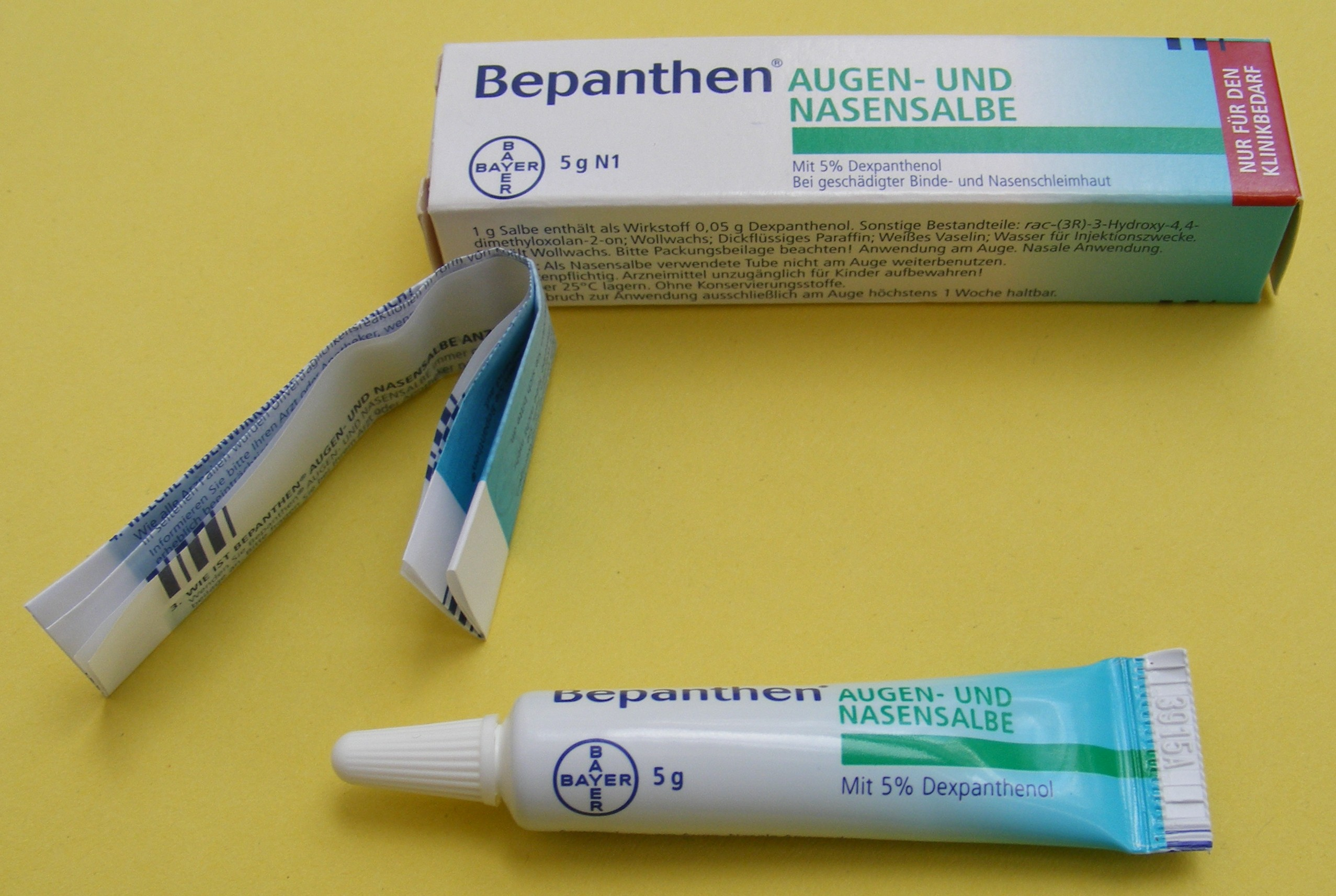
Bepanthen pommade yeux et nez (Allemagne)

Dans les produits pharmaceutiques et les cosmétiques le panthénol est un soin hydratant utilisé dans les crèmes, pommades, lotions, shampooings, sprays nasaux, collyres, pastilles, et dans les solutions de nettoyage pour lentilles de contact.
Dans les formes topiques, il est utilisé pour le traitement des coups de soleil, des brûlures légères, des petites lésions et autres troubles mineures de la peau (à des concentrations de 2 à 5 %). Il améliore l'hydratation, réduit les démangeaisons et l'inflammation de la peau, améliore l'élasticité et accélère la cicatrisation cutanée ; à cette fin, il est parfois combiné avec de l'allantoïne. Particulièrement utilisé dans le traitement de l’érythème fessier du nourrisson, il est également recommandé par les tatoueurs à la suite d'un tatouage.
Se liant facilement à la kératine des cheveux il est donc un composant commun des shampooings et après-shampooings (à des concentrations de 0,1 à 1 %). Il gaine les cheveux et leur donne un aspect brillant.

## Effets indésirables
Le panthénol est généralement bien toléré. Dans de rares cas, une irritation de la peau et des allergies de contact ont été rapportés.

## Pharmacologie
Le panthénol pénètre facilement dans la peau et les muqueuses (y compris la muqueuse intestinale), où il est rapidement oxydé en acide pantothénique. L'acide pantothénique est extrêmement hygroscopique, c'est-à-dire qu'il se lie à l'eau et l'absorbe efficacement. Il est également utilisé dans la biosynthèse du coenzyme A, qui joue un rôle dans un large éventail de réactions enzymatiques et donc dans la croissance cellulaire.

## Propriétés physiques et chimiques

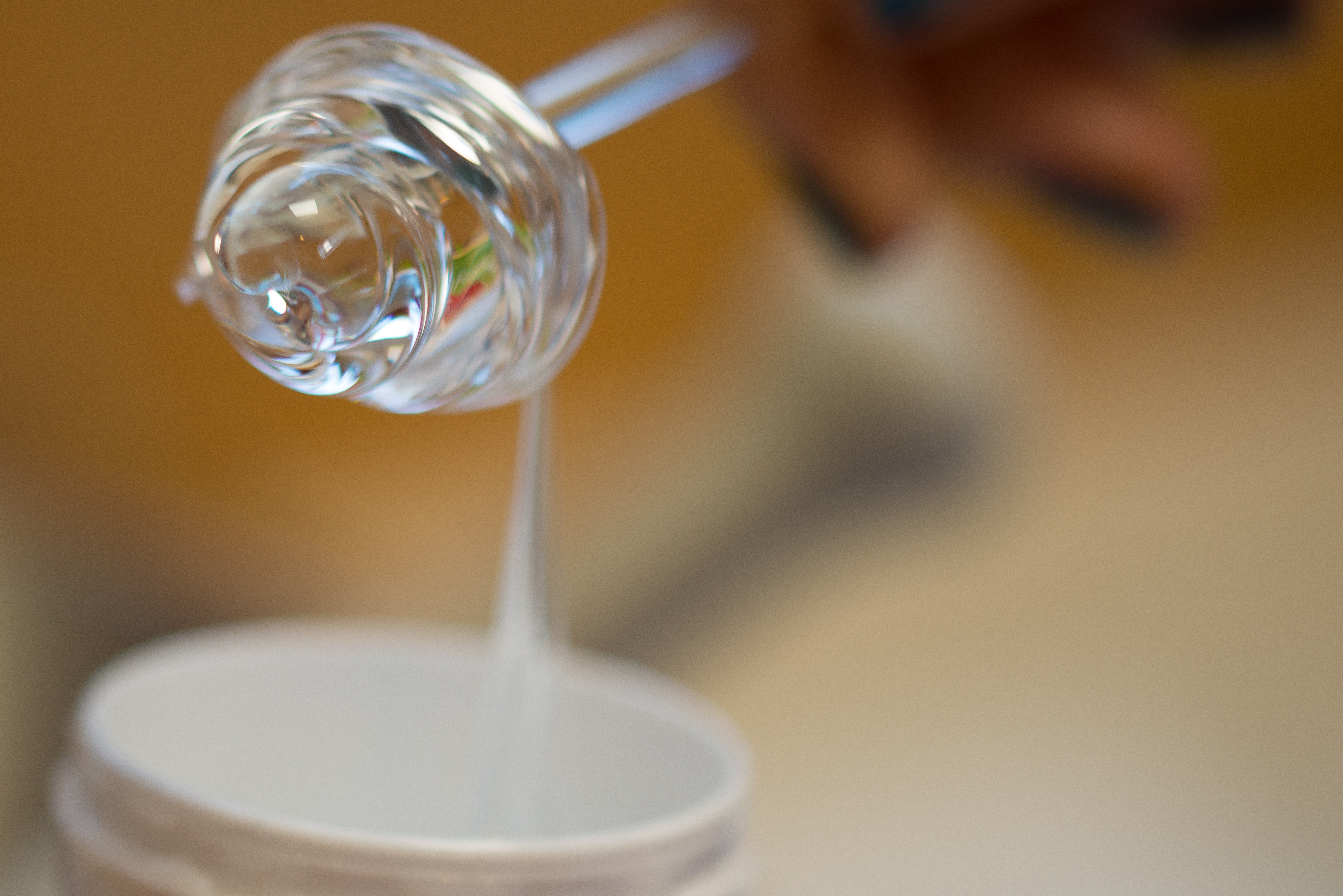
Dexpanthenol

Le panthénol est inodore, légèrement amer, très visqueux, transparent et incolore, liquide à température ambiante, mais les sels de l'acide pantothénique (par exemple le sodium pantothénate) sont des poudres (généralement blanche). Il est facilement soluble dans l'eau et dans l'alcool, soluble dans l'éther, soluble dans le chloroforme (1:100), dans le propylène glycol et légèrement soluble dans la glycérine.
Le panthénol a comme formule semi-développée HO–CH2–C(CH3)2–CH(OH)–CONH–CH2CH2CH2–OH.

### La stéréochimie
Le panthénol possède un atome de carbone asymétrique (celui qui porte l'alcool secondaire au centre de la molécule) et donc est disponible en deux énantiomères, D et L. Seul le D-panthénol (dexpanthénol ou (2R)–(+)–panthénol) est biologiquement actif, cependant, les deux formes ont des propriétés hydratantes. Pour usage cosmétique, le panthénol est présent sous sa forme D, ou comme racémique (mélange de D et L = DL-panthénol)[réf. nécessaire].

## Médicaments et cosmétiques en comportant

### Médicaments commercialisés en France
- Becozyme (ampoule injectable IM/IV)
- Bepanthen (crème, pommade, comprimé, ampoule injectable IM)
- Dexpanthénol générique en pommade (Arrow, Bailleul, Biogaran, Cristers, EG, Mylan, Sandoz, Zentiva)
- Erythedermyl
- Hydrosol Polyvitamine Pharmadéveloppement (gouttes buvables)

### Cosmétiques commercialisés en France (liste non exhaustives)
Cicaplast B5, indiqué pour les peaux sensibles suite à des atteintes épidermiques : rougeurs du siège du bébé, irritation péri-orale, micro-gerçure.